# Tiểu cầu
Tiểu cầu (tiếng Anh: platelets hay thrombocytes) là một loại tế bào máu có chức năng cầm máu bằng cách làm máu vón cục và đông lại khi mạch máu bị thương. Tiểu cầu không có nhân tế bào. Chúng thực chất là một mảnh tế bào vỡ ra từ các tế bào nhân khổng lồ sản sinh ra từ các megakaryocytes của tủy xương. Tiểu cầu có dạng hình đĩa hai mặt lồi (giống như thấu kính), đường kính lớn nhất khoảng 2–3 µm. Tiểu cầu chỉ có ở động vật có vú, trong khi các loài động vật khác (chim, động vật lưỡng cư) tiểu cầu tuần hoàn như các tế bào đơn nhân.
Xem trên lát mỏng bằng kính hiển vi, tiểu cầu là những đốm màu tím sậm, đường kính bằng 20% hồng cầu. Những lát mỏng này được sử dụng để nghiên cứu tiểu cầu về kích thước, hình dạng, số lượng, và sự vón cục máu. Tỷ lệ tiểu cầu so với hồng cầu ở một người lớn khỏe mạnh là 1:10 đến 1:20.
Thông thường, đời sống của tiểu cầu kéo dài từ 5-7 ngày. Trong cơ thể, cơ quan đảm nhiệm vai trò tiêu hủy các tế bào tiểu cầu già là lách. Lách là nơi bắt giữ và tiêu hủy tiểu cầu cũng như các tế bào máu khác trong cơ thể. Những phát triển bất thường của lá lách như lách to có thể làm tăng quá trình bắt giữ và tiêu hủy tiểu cầu, gây giảm số lượng tiểu cầu trong máu ngoại vi. Do vậy trong nhiều trường hợp giảm tiểu cầu nghiêm trọng, bệnh nhân có thể được chỉ định phẫu thuật cắt lách nhằm giảm quá trình tiêu hủy tiểu cầu.

## Chức năng
Chức năng chính của tiểu cầu là góp phần vào sự cầm máu, tức là quá trình dừng chảy máu tại nơi nội mạc mạch máu (thành trong của mạch máu hay mạch bạch huyết) bị thương. Khi đó chúng sẽ tập trung tại vết thương và trừ khi lỗ hổng quá lớn, tiểu cầu sẽ bịt lỗ này lại.
Quá trình có 3 giai đoạn:
- Kết dính: Tiểu cầu kết dính với các chất bên ngoài nội mạc.
- Phát động: Chúng thay đổi hình dạng, kích hoạt thụ quan (receptor) và tiết ra các tín hiệu hóa học.
- Tập hợp, chúng kết nối với nhau thông qua cầu thụ quan.

Sự hình thành các “nút tiểu cầu" này (sự cầm máu sơ cấp) thường kết hợp với sự cầm máu thứ cấp bằng tơ huyết (fibrin) tổng hợp.

## Nồng độ
Nồng độ tiểu cầu trong máu được đo thủ công bằng huyết cầu kế (hemocytometer), hoặc bằng cách đặt máu trong một máy phân tích tiểu cầu tự động sử dụng trở kháng.
Số lượng tiểu cầu thông thường là 150.000 đến 400.000 tiểu cầu trong mỗi µl máu. Có lượng tiểu cầu lớn hơn khoảng này gọi là bệnh tăng tiểu cầu (thrombocytosis); có ít hơn 150.000 được gọi là bệnh giảm tiểu cầu (thrombocytopenia).

## Bệnh liên quan

### Bệnh tăng tiểu cầu (thrombocytosis)
- Tăng tiểu cầu căn nguyên: xảy ra khi những tế bào bất thường trong tủy xương sản sinh quá nhiều tiểu cầu không rõ nguyên do.
- Tăng tiểu cầu thứ cấp: cũng giống như trên nhưng có lý do là vì các bệnh như thiếu máu, ung thư, nhiễm trùng[12][13].

Triệu chứng của bệnh là việc xuất hiện các cục máu đông tự phát ở cánh tay và chân, mà nếu không được điều trị có thể dẫn đến nhồi máu cơ tim và đột quỵ. Trường hợp nặng sẽ phải sử dụng thủ thuật phân tách thành phần máu để làm giảm số lượng tiểu cầu bằng cách loại chúng ra khỏi hệ tuần hoàn.

### Bệnh giảm tiểu cầu (thrombocytopenia)
Triệu chứng là những nốt bầm tím xuất hiện trên da bệnh nhân và việc chảy máu lợi, mũi, đường tiêu hóa. Những trường hợp nặng có thể gây xuất huyết nội tạng và não, rất nguy hiểm với tính mạng.
Lý do của bệnh là do một số tác nhân gây ức chế việc sản sinh tiểu cầu, chúng có thể là.
- Thuốc
- Bệnh di truyền
- Một số loại ung thư chẳng hạn như bệnh bạch cầu hoặc lymphoma.
- Việc hóa trị liệu ung thư
- Nhiễm trùng hoặc rối loạn chức năng thận
- Uống quá nhiều rượu